# Леонид Питамиц
Леонид Питамиц (Постојна, 15. децембар 1885 — Љубљана 30. јун 1971) био је словеначки правник, професор права, ректор Љубљанског универзитета и дипломата.
Студирао је право и филологију на више европских универзитета, права је докторирао у Бечу где је радио као доцент за међународно и аустријско државно право. Био је ванредни професор на Универзитету у Черновцима 1918. По формирању Универзитета у Љубљани 1919. изабран је за редовног професора Правног факултета, чији ће бити и ректор. Као правни експерт био је члан Делегације Краљевине СХС на Мировној конференцији у Паризу и затим члан Комисије за разграничење са Аустријом. Године 1920/21. налазио се на челу Покрајинске владе Словеније. Двадесетих година повремено је био заменик делегата Југославије на Скупштини Лиге народа у Женеви. Изабран је за југословенског представника при Сталном међународном суду у Хагу. Као посланик био је на дужности само у САД од маја 1929. до маја 1934. У време службовања у САД постао је почасни доктор и члан неколико америчких универзитета и удружења. Изабран је и за члана Паневропског комитета. По завршетку дипломатске службе вратио се универзитетској каријери. После Другог светског рата сматран је за једног од највећих стручњака за међународно право у Европи. Објавио је бројне радове из међународног права и филозофије права.

## Извор
1. ↑  Драгош Петровић, Предраг Крејић, Српски и југословенски дипломатски представници у Сједињеним Америчким Државама 1917–1945 Архивирано на веб-сајту  (6. јул 2018)